# Taylan Anlar
Taylan Anlar (* 13. September 1998) ist ein ehemaliger türkischer Eishockeyspieler, zuletzt bis 2021 beim Buz Beykoz SK in der türkischen Superliga spielte.

## Karriere
Taylan Anlar begann seine Karriere als Eishockeyspieler beim Kocaeli Büyükşehir Belediyesi Kağıt SK, für den er im Jugendbereich spielte. Sein Debüt in der türkischen Superliga gab er in der Saison 2016/17 für den Zeytinburnu Belediye SK. Mit dem Klub gewann er 2017, 2018 und 2019 den türkischen Titel. 2021 wechselte er auf die andere Seite des Bosporus zum Buz Beykoz SK, wo er 2022 seine Karriere beendete.

### International
Für die Türkei nahm Anlar im Juniorenbereich an den U18-Weltmeisterschaften 2014 und 2016 in der Division III sowie der U20-Weltmeisterschaft 2018 in der Division II teil.
Mit der Herren-Nationalmannschaft spielte der Stürmer bei der Weltmeisterschaft der Division III 2022, als der Aufstieg in die Division II gelang.  Zudem stand er im Aufgebot seines Landes bei der Olympiaqualifikation für die Winterspiele in Peking 2022.

## Erfolge und Auszeichnungen
- 2017 Türkischer Meister mit dem Zeytinburnu Belediye SK
- 2018 Türkischer Meister mit dem Zeytinburnu Belediye SK
- 2019 Türkischer Meister mit dem Zeytinburnu Belediye SK
- 2022 Aufstieg in die Division II, Gruppe B, bei der Weltmeisterschaft der Division III, Gruppe A